# 麻婆島
麻婆島（韓語：마파도），是一部2005年上映的韓國電影。本劇於全羅南道的靈光郡拍攝。

## 劇情介紹
女犯人帶著1億3000萬韓圓逃往一個叫麻婆島的小島，這個島的居民只有5位女性，她們20多年來一直過著共產主義式的生活。兩名警方調查員（李文植、李廷鎮飾）為了調查這件案，於是特地前往麻婆島。由於島內的女人很久已沒見過男人，她們都對這兩名男人很有興趣，於是把他們強行困在島內。

## 演員陣容
- 李廷鎮
- 李文植
- 呂運計
- 金守美
- 金乙東
- 金炯子
- 吉海妍
- 吳達庶
- 徐令姬
- 鄭殷杓

## 外部連結
- 마파도（麻婆島）官方網站 （页面存档备份，存于）